# 清华大学艺术教育中心
清华大学艺术教育中心，是清华大学直属的一个面向全校学生进行艺术教育的专门机构。主要开设艺术类课程、管理学生艺术团、开展艺术类研究等。

## 历史
- 1914年，成立歌队。
- 1916年，创建中国最早的业余管乐队——军乐队。
- 二十世纪30年代，清华大学建立了中乐部、西乐部等音乐教育机构。
- 1946年，成立音乐室。
- 1958年，在校长蒋南翔推动下，清华大学学生艺术团成立。[2]
- 1993年，音乐室更名为艺术教育中心。
- 1994年，学生文化活动中心大楼（蒙明伟楼）投入使用。
- 2010年，学生艺术团访美。

## 机构
- 清华大学学生艺术团
  - 军乐队
  - 民乐队
  - 交响乐队
  - 键盘队
  - 合唱队
  - 舞蹈队
  - 话剧队
  - 京剧队
  - 曲艺队
  - 国际标准舞队
  - 美术社/美术摄影队

## 人物
黄自
张肖虎
茅沅
李德伦
黄飞立
徐新
刘凤德
胡咏言
李心草
张艺
梁思成
马国馨
胡锦涛